# Richard Wilmanns
Richard Karl Paul Wilmanns (* 22. September 1880 in Durango, Mexiko; † 3. Mai 1958 in Bethel (Bielefeld)) war ein deutscher Mediziner, der nach Inkrafttreten des Gesetzes zur Verhütung erbkranken Nachwuchses ab 1934 Zwangssterilisationen durchgeführt hat.

## Leben und Wirken
Wilmanns wurde als Spross der hanseatischen Kaufmanns- und Gelehrtenfamilie Wilmanns in Mexiko geboren. Im Alter von sechs Jahren kam er nach Deutschland, wo er das Gymnasium in Groß-Lichterfelde besuchte und 1899 das Abitur ablegte. Zu dieser Zeit siedelte seine Familie nach Freiburg im Breisgau über, weshalb er die ersten Semester seines Medizinstudiums an den Universitäten Tübingen und Freiburg absolvierte. 1901 wechselte er an die Universität Marburg, wo er 1903 das Staatsexamen ablegte. 1904 wurde er mit einer Arbeit über Implantationsrezidive von Tumoren promoviert.
Seine berufliche Laufbahn führte ihn zunächst an das Städtische Krankenhaus in Worms, wo er Volontärassistent des Chirurgen Lothar Heidenhain (1860–1940) war. Danach arbeitete er als Assistenzarzt am Diakonissenhaus Freiburg bei Edwin Goldmann. Nach seiner Heirat mit Marie Moeller, geb. Zander im Jahre 1907 ließ er sich mit einer eigenen Praxis für Chirurgie, Gynäkologie und Röntgenologie in Augsburg nieder. Bereits ein Jahr später erhielt Wilmanns einen Ruf auf die Stelle eines Oberarztes an der chirurgischen Abteilung der Westfälischen Diakonissenanstalt Sarepta in Bethel.
Wilmanns diente ab 1914 zunächst als Bataillonsarzt, danach als Stationsarzt in einem Feldlazarett, wo er unter anderem Vorgesetzter und Lehrer von Hanns Löhr war, den er später als Kollegen nach Bethel holte.
Im Januar 1918 wurde Wilmanns aus dem Kriegsdienst entlassen und kehrte wieder nach Bethel zurück, wo er 1925 zum Vorstandsmitglied und Ersten Arzt Sareptas ernannt wurde. 1949 wurde Wilmanns in den Ruhestand versetzt, behielt aber bis 1953 die gynäkologisch-geburtshilfliche Abteilung und unterhielt weiter eine kleine Privatstation.

### Zwangssterilisation während der NS-Zeit
Nachdem das nationalsozialistische Regime 1933 das „Gesetz zur Verhütung erbkranken Nachwuchses“ (GzVeN) erlassen hatte, das ab 1934 in Kraft trat, wollten auch die Institutionen in Bethel nicht zurückstehen und waren bereit, Zwangssterilisierungen durchzuführen. Sie beriefen sich dabei auf die folgende Bestimmung: „Wer erbkrank ist, kann durch chirurgischen Eingriff unfruchtbar gemacht (sterilisiert) werden, wenn ... zu erwarten ist, daß seine Nachkommen an schweren körperlichen oder geistigen Erbschäden leiden werden.“ Die Bodelschwinghschen Anstalten unter ihrem Chefarzt Werner Villinger und dem Psychiater Karsten Jaspersen lehnten zwar weitergehende „Maßnahmen zur Euthanasie“ ab, betrauten aber Richard Wilmanns und seinen Oberarzt Korte damit, Menschen zwangsweise unfruchtbar zu machen. Die Sterilisationen wurden unter „einheitlicher Verantwortung“ von Richard Wilmanns durchgeführt.

## Familie
Richard Wilmanns war der älteste Sohn des Kaufmanns und Konsuls Hilmar Franz Günther Wilmanns (1847–1912) in Durango, Torreón. Seine Mutter Frieda Elsner verstarb bereits 1891. Richard Wilmanns jüngerer Bruder war der Geschichtsdidaktiker Ernst Wilmanns, seine Schwester Armgard Frieda war mit dem lutherischen Bischof Otto Dibelius verheiratet.
Richard Wilmanns und seine Frau hatten elf Kinder, von denen fünf Mediziner geworden sind, darunter der Onkologe Wolfgang Wilmanns.
Brüder seines Vaters Hilmar waren unter anderem der Germanist Wilhelm Wilmanns, der Jurist und Reichstagsabgeordnete Karl Wilmanns und der Althistoriker Gustav Heinrich Wilmanns.
Der Psychiater Karl Wilmanns und der Chemiker Gustav Wilmanns waren seine Cousins. Deren Vater Franz Rudolf Florenz August Wilmanns (1843–1931), der ebenfalls zeitweise Kaufmann in Durango war, war ebenfalls ein Bruder von Richard Wilmanns Vater Hilmar.

## Ehrung und Kritik
In Bielefeld wurde 1961 eine Straße nach Richard Wilmanns benannt ▼. Zu dieser umstrittenen Ehrung heißt es in einem Brief von Dorothea Buck, einem Opfer von Richard Wilmanns, an den Bevollmächtigten der Evangelischen Kirche Deutschlands Klaus Engelhardt: „Zu Ehren des tüchtigen Betheler Chirurgen, der uns auch alle zwangssterilisiert hatte, wurde eine Straße in Bethel »Richard-Wilmanns-Weg« benannt. Die Opfer wurden weiter ignoriert.“ Der Straßenname wurde 2019 in „Am Obstgarten“ geändert.

## Schriften
- 1904 Über Implantationsrecidive von Tumoren. Beiträge zur klinischen Chirurgie, Bd. 42, Heft 2.